# Ацильна група

Загальна ацильна група (блакитним) у кетоні (вгорі ліворуч), як катіон ацилію (вгорі в центрі), як ацильний радикал (вгорі праворуч), альдегід (внизу ліворуч), ефір (внизу в центрі) або амід (внизу праворуч).
(R^{1}, R^{2}, R^{3} = органічний замісник або водень)

Ацильна група (англ. acyl groups) — хімічна група, утворена відніманням одної або більше гідроксильних груп (гідроксигруп) від оксокислот з загальною формулою RkE(=O)l(OH)m (l ≠ 0), та N, S-заміщені аналоги таких ацильних груп.
В органічній хімії неспецифічною ацильною групою є звичайно карбоксильна ацильна група.
Приклади: CH3C(=O)–, CH3C(=NR)–, CH3C(=S)–, PhS(=O)2–, HP(=N)–, R–P(=O)<.